# 오늘은 편안하게 이야기해요
〈오늘은 편안하게 이야기해요〉(일본어: 今日はゆっくり話そう 쿄와윳쿠리하나소[*])는 일본의 밴드 ZARD의 39번째 싱글 앨범으로, 2004년 11월 24일 발매되었다. (12cm CD: JBCJ-4002) 곡의 작사는 사카이 이즈미가, 작곡은 오노 아이카(大野愛果)가, 편곡은 토쿠나가 아키히토(徳永暁人)가 맡았다. 이 곡은 전년의 〈좀 더 가까이서 그대의 옆모습을 보고 싶어〉 이후 일본의 주류 기업인 겟케이칸(월계관)의 광고 삽입곡으로 사용된 두 번째 곡이다.
B사이드 곡은 두 곡으로, 먼저 〈엷은 눈이 녹아서〉(淡い雪がとけて 아와이유키가토케테[*])는 작사를 사카이 이즈미가, 작곡을 테라오 히로시가, 편곡을 토쿠나가 아키히토가 맡았다. 나머지 한 곡은 〈비가 내리기 전에〉(雨が降り出す前に 아메가후리다스마에니[*])로 역시 작사는 사카이 이즈미가 맡았고, 작곡은 이와이 유이치로가, 편곡은 하야마 타케시가 담당했다.
싱글은 오리콘 주간 싱글차트 5위에 올랐으며, 7주간 차트에 머물렀다.

## 수록곡
| #            | 제목                                                      | 작사          | 작곡            | 편곡              | 재생 시간 |
| ------------ | --------------------------------------------------------- | ------------- | --------------- | ----------------- | --------- |
| 1.           | 〈〈오늘은 편안하게 이야기해요〉〉 (今日はゆっくり話そう) | 사카이 이즈미 | 오노 아이카     | 토쿠나가 아키히토 | 4:50      |
| 2.           | 〈〈엷은 눈이 녹아서〉〉 (淡い雪がとけて)                 | 사카이 이즈미 | 테라오 히로시   | 토쿠나가 아키히토 | 4:25      |
| 3.           | 〈〈비가 내리기 전에〉〉 (雨が降り出す前に)               | 사카이 이즈미 | 이와이 유이치로 | 하야마 타케시     | 4:25      |
| 4.           | 〈〈오늘은 편안하게 이야기해요〉〉 (Instrumental)         |               |                 |                   | 4:46      |
| 총 재생 시간 | 총 재생 시간                                              | 총 재생 시간  | 총 재생 시간    | 총 재생 시간      | 18:26     |